# BMX aux Jeux olympiques
Le BMX est inscrit au programme des Jeux olympiques d'été à Beijing, en Chine, avec une course individuelle pour les hommes et une pour les femmes. En 2021, le BMX freestyle fait son apparition avec une épreuve masculine et une épreuve féminine.
Chaque course de BMX Race est disputée par 8 coureurs et le premier arrivé gagne la course. Dans chaque épreuve de BMX freestyle, le coureur avec le plus de points gagne la manche.

## Disciplines et épreuves

### Tableau des différentes disciplines présentes aux Jeux olympiques
| Épreuves         | 2008 | 2012 | 2016 | 2020 | 2024 | Total |
| ---------------- | ---- | ---- | ---- | ---- | ---- | ----- |
| Course hommes    | •    | •    | •    | •    | •    | 5     |
| Course femmes    | •    | •    | •    | •    | •    | 5     |
| Freestyle hommes |      |      |      | •    | •    | 2     |
| Freestyle femmes |      |      |      | •    | •    | 2     |

## Podiums masculins

### Courses
| Édition                                 | Or                     | Argent                 | Bronze               |
| --------------------------------------- | ---------------------- | ---------------------- | -------------------- |
| Pékin 2008 résultats détaillés          | Māris Štrombergs (LAT) | Mike Day (USA)         | Donny Robinson (USA) |
| Londres 2012 résultats détaillés        | Māris Štrombergs (LAT) | Sam Willoughby (AUS)   | Carlos Oquendo (COL) |
| Rio de Janeiro 2016 résultats détaillés | Connor Fields (USA)    | Jelle van Gorkom (NED) | Carlos Ramírez (COL) |
| Tokyo 2020 résultats détaillés          | Niek Kimmann (NED)     | Kye Whyte (GBR)        | Carlos Ramírez (COL) |
| Paris 2024 résultats détaillés          | Joris Daudet (FRA)     | Sylvain André (FRA)    | Romain Mahieu (FRA)  |

### Freestyle
| Édition                        | Or                    | Argent              | Bronze                 |
| ------------------------------ | --------------------- | ------------------- | ---------------------- |
| Tokyo 2020 résultats détaillés | Logan Martin (AUS)    | Daniel Dhers (VEN)  | Declan Brooks (GBR)    |
| Paris 2024 résultats détaillés | José Torres Gil (ARG) | Kieran Reilly (GBR) | Anthony Jeanjean (FRA) |

## Podiums féminins

### Courses
| Édition                          | Or                           | Argent                      | Bronze                  |
| -------------------------------- | ---------------------------- | --------------------------- | ----------------------- |
| Pékin 2008 résultats détaillés   | Anne-Caroline Chausson (FRA) | Laëtitia Le Corguillé (FRA) | Jill Kintner (USA)      |
| Londres 2012 résultats détaillés | Mariana Pajón (COL)          | Sarah Walker (NZL)          | Laura Smulders (NED)    |
| Rio 2016 résultats détaillés     | Mariana Pajon (COL)          | Alise Post (USA)            | Stefany Hernandez (VEN) |
| Tokyo 2020 résultats détaillés   | Beth Shriever (GBR)          | Mariana Pajón (COL)         | Merel Smulders (NED)    |
| Paris 2024 résultats détaillés   | Saya Sakakibara (AUS)        | Manon Veenstra (NED)        | Zoé Claessens (SUI)     |

### Freestyle
| Édition                        | Or                          | Argent               | Bronze                |
| ------------------------------ | --------------------------- | -------------------- | --------------------- |
| Tokyo 2020 résultats détaillés | Charlotte Worthington (GBR) | Hannah Roberts (USA) | Nikita Ducarroz (SUI) |
| Paris 2024 résultats détaillés | Deng Yawen (CHN)            | Perris Benegas (USA) | Natalya Diehm (AUS)   |

## Tableau des médailles
| Rang  | Nation           | Or | Argent | Bronze | Total |
| ----- | ---------------- | -- | ------ | ------ | ----- |
| 1     | France           | 2  | 2      | 2      | 6     |
| 2     | Grande-Bretagne  | 2  | 2      | 1      | 5     |
| 3     | Colombie         | 2  | 1      | 3      | 6     |
| 4     | Lettonie         | 2  | 0      | 0      | 2     |
| 5     | États-Unis       | 1  | 4      | 2      | 7     |
| 6     | Pays-Bas         | 1  | 1      | 2      | 4     |
| 7     | Australie        | 1  | 1      | 1      | 3     |
| 8     | Argentine        | 1  | 0      | 0      | 1     |
| 8     | Chine            | 1  | 0      | 0      | 1     |
| 10    | Venezuela        | 0  | 1      | 1      | 2     |
| 11    | Nouvelle-Zélande | 0  | 1      | 0      | 1     |
| 12    | Suisse           | 0  | 0      | 1      | 1     |
| Total | Total            | 13 | 13     | 13     | 39    |